# Johann Heinrich Dauber
Johann Heinrich Dauber (* 2. Dezember 1610 in Herborn; † 27. Juli 1672 in Kassel) war ein deutscher Universitätsprofessor, Vizekanzler der Universität Marburg und Politiker.

## Leben
Johann Heinrich Dauber wurde als Sohn des Heinrich Dauber († 1628, Professor) und dessen Gemahlin Gertrud Nigidius, Tochter des Peter Nigidius und der Anna Donaldson geboren. Sein Bruder Johann Peter war Professor für Geschichte und Dichtkunst. Johann Heinrich nahm in den Jahren 1629 bis 1631 an einem Privatkolleg in Marburg in den Fächern Hebräische Sprache, Astrologie, Politik und Rechtswissenschaften teil, wurde Professor für Jura an der Akademie Sedan und promovierte am 7. November 1631 an der Universität Orléans  zum Dr. jur. An der Akademie in Breda war er 1646 Juraprofessor.
Am 24. Juni 1653 leitete er zusammen mit Reinhard Scheffer in Vertretung des Landgrafen Wilhelm V.  die Feierlichkeiten zur Wiedereröffnung der Universität Marburg. Hier wurde er am 13. Mai 1654 Vizekanzler.

## Politische Ämter
- 1644–1646  Parlamentsadvokat in Paris
- Stadtrat in Sedan
- Juli 1631 Oberappellationsrat des Herzogs von Bouillon und später herzoglicher Kriegsrat und Geheimer Rat
- 1651 Geheimer Konsistorial- und Oberappellationsrat in Kassel
- 1656 Vizekanzler in Kassel

## Ehrungen
- 1656 Erhebung in den Reichsadel